# Râul Hoanca Moțului
Râul Hoanca Moțului este un curs de apă din România, afluent al râului Crișul Băiței. 

## Hărți
- Harta Munții Bihor
- Harta munții Apuseni